# Ayoub Ghezala
Ayoub Ghezala (en arabe : أيوب غزالة) est un footballeur algérien né le 6 décembre 1995 à El Eulma en Algérie. Il évolue au poste de défenseur central au MC Alger.

## Biographie

### Carrière en club
Ayoub Ghezala évolue en première division algérienne avec le club du MC Alger.
Il commence sa carrière en troisième division algérienne avec l’US Beni Douala. Par la suite il évolue en deuxième division algérienne avec les clubs de Bou Saâda et de l’USM Annaba. Lors du mercato estival pour la saison 2021-2022 il signe au MC Alger et découvre la Ligue 1.
Il joue son premier match de Ligue 1 le 2 novembre 2021 contre le CR Belouizdad en entrant à la 71e minute .

### Équipe nationale A’
Ayoub Ghezala est convoqué le 2 avril 2022 par Madjid Bougherra en équipe d’Algérie A' pour disputer une double confrontation amicale contre l’équipe du Togo pour préparer le Championnat d'Afrique des nations de football 2022.

## Statistiques

### En club
| Saison                | Club                  | Championnat           | Championnat | Championnat | Championnat | Coupe(s) nationale(s) | Coupe(s) nationale(s) | Coupe(s) nationale(s) | Supercoupe | Supercoupe | Supercoupe | Compétition(s) continentale(s) | Compétition(s) continentale(s) | Compétition(s) continentale(s) | Compétition(s) continentale(s) | Total | Total | Total |
| Saison                | Club                  | Division              | M.          | B.          | P.d.        | M.                    | B.                    | P.d.                  | M.         | B.         | P.d.       | Comp.                          | M.                             | B.                             | P.d.                           | M.    | B.    | P.d.  |
| 2015-2016             | MC El Eulma           | Ligue 2               | 2           | 0           | 0           | -                     | -                     | -                     | -          | -          | -          | -                              | -                              | -                              | -                              | 2     | 0     | 0     |
| 2016-2017             | MC El Eulma           | Ligue 2               | 4           | 0           | 0           | -                     | -                     | -                     | -          | -          | -          | -                              | -                              | -                              | -                              | 4     | 0     | 0     |
| Sous-total            | Sous-total            | Sous-total            | 6           | 0           | 0           | -                     | -                     | -                     | -          | -          | -          | -                              | -                              | -                              | -                              | 6     | 0     | 0     |
| 2018-2019             | A Bou Saâda           | Ligue 2               | 23          | 0           | 0           | 2                     | 0                     | 0                     | -          | -          | -          | -                              | -                              | -                              | -                              | 25    | 0     | 0     |
| 2019-2020             | A Bou Saâda           | Ligue 2               | 13          | 0           | 0           | 4                     | 1                     | 0                     | -          | -          | -          | -                              | -                              | -                              | -                              | 17    | 1     | 0     |
| Sous-total            | Sous-total            | Sous-total            | 36          | 0           | 0           | 6                     | 1                     | 0                     | -          | -          | -          | -                              | -                              | -                              | -                              | 42    | 1     | 0     |
| 2021-2022             | MC Alger              | Ligue 1               | 30          | 0           | 1           | -                     | -                     | -                     | -          | -          | -          | -                              | -                              | -                              | -                              | 30    | 0     | 1     |
| 2022-2023             | MC Alger              | Ligue 1               | 23          | 1           | 0           | -                     | -                     | -                     | -          | -          | -          | -                              | -                              | -                              | -                              | 23    | 1     | 0     |
| 2023-2024             | MC Alger              | Ligue 1               | 21          | 1           | 0           | 5                     | 0                     | 0                     | -          | -          | -          | -                              | -                              | -                              | -                              | 26    | 1     | 0     |
| 2024-2025             | MC Alger              | Ligue 1               | 27          | 1           | 0           | 2                     | 0                     | 0                     | 1          | 0          | 0          | CAF                            | 12                             | 0                              | 1                              | 42    | 1     | 1     |
| Sous-total            | Sous-total            | Sous-total            | 104         | 3           | 1           | 7                     | 0                     | 0                     | 1          | 0          | 0          | -                              | 12                             | 0                              | 1                              | 124   | 3     | 2     |
| Total sur la carrière | Total sur la carrière | Total sur la carrière | 146         | 3           | 2           | 13                    | 1                     | 0                     | 1          | 0          | 0          | -                              | 12                             | 0                              | 1                              | 172   | 4     | 3     |

## Palmarès

### Palmarès en club
| MC Alger (3) |
| --- |
| - Ligue 1 (2) : - Champion : 2024 et 2025 - Coupe d'Algérie : - Finaliste : 2024 - Supercoupe d'Algérie (1) : - Vainqueur : 2024 |

### En sélection
| Algérie A' - Championnat d'Afrique des nations - Finaliste en 2022 |